# هوش کبوتر

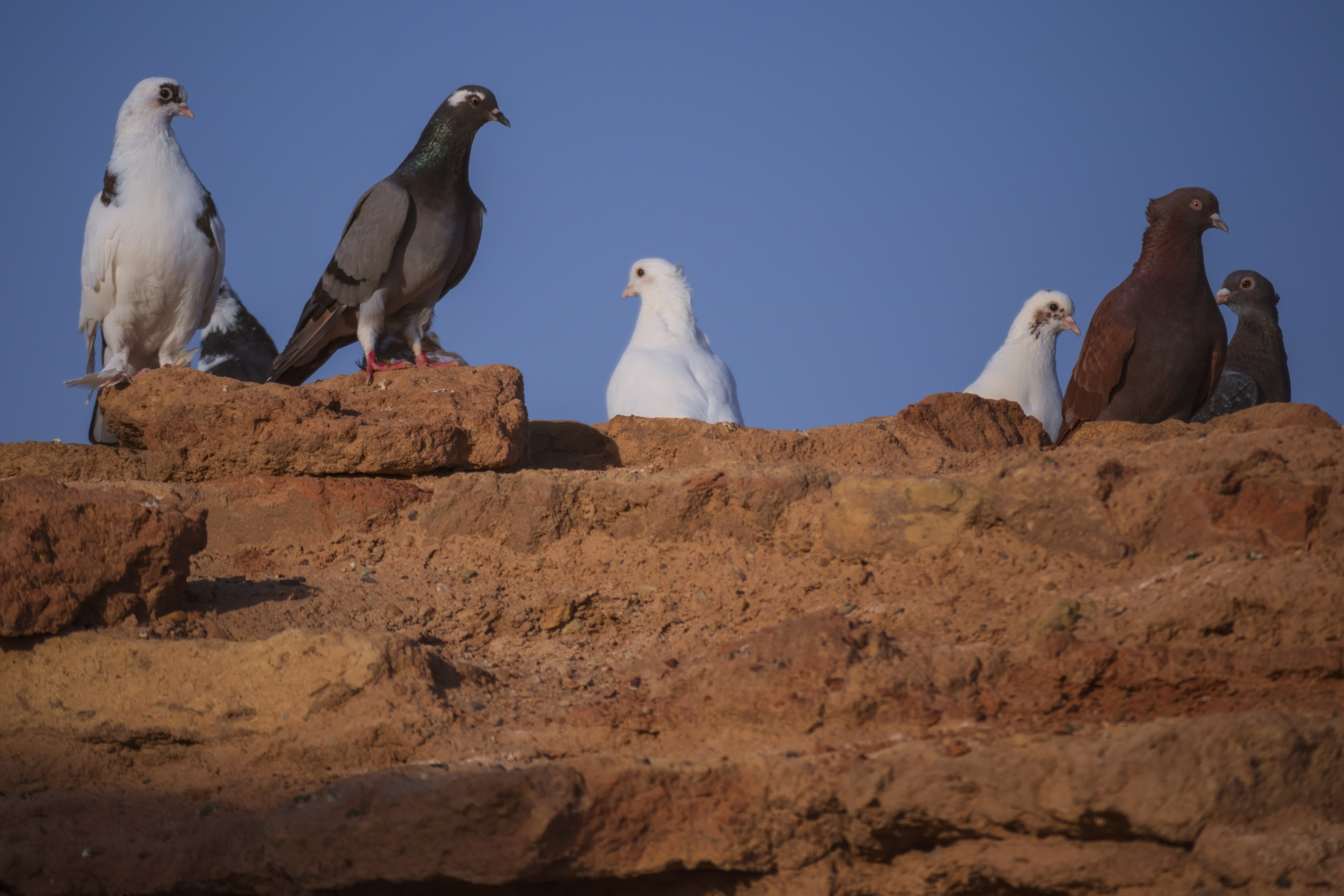
دسته ای کبوتر بر بالای بام کاروانسرای دیرگچین در پارک ملی کویر

تاکنون آزمایش‌های گوناگونی بر روی کبوترها در حیطهٔ روان‌شناسی تطبیقی انجام گردیده‌است؛ از جمله آزمایش‌هایی مرتبط با هوش‌سنجی جانوران که نتیجه نشان‌دهندهٔ هوش قابل توجه کبوترها است.
به عنوان نمونه اطلاعات به دست آمده چنین نشان می‌دهد:
- کبوترها توانایی قائل شدن توجه اشتراکی بین ابعاد گوناگون یک محرک را (مانند انسان و سایر حیوانات) دارند اما همین عملکردشان برای چندبعدی‌ها در مقایسه با محرک تک بعدی ضعیف تر است.
- کبوترها می‌توانند به آسانی کارهای پیچیده را بیاموزند و نسبت به توالی‌ها و دنباله‌ها پاسخ دهند؛ همچنین می‌توانند یاد بگیرند که به دنباله‌های گوناگون پاسخ دهند.
- کبوتر می‌تواند میان دیگر کبوترها تمایز قائل شود و همچنین می‌تواند با استفاده از رفتار کبوتری دیگر به عنوان یک نشانه بگوید که چه پاسخ یا رفتاری نشان دهند.
- کبوترها به نظر می‌رسد که نسبت به انسان نیاز به اطلاعات بیشتری برای ساخت یک تصویر سه بعدی از یک نمایش صفحه دارند.
- کبوترها می‌توانند تعداد زیادی از تصاویر منحصر به فرد را برای مدت زمانی طولانی به خاطر بسپارند. به عنوان مثال صدها تصویر برای دوره‌هایی چندین ساله.

## توانایی تمییزی کبوتر

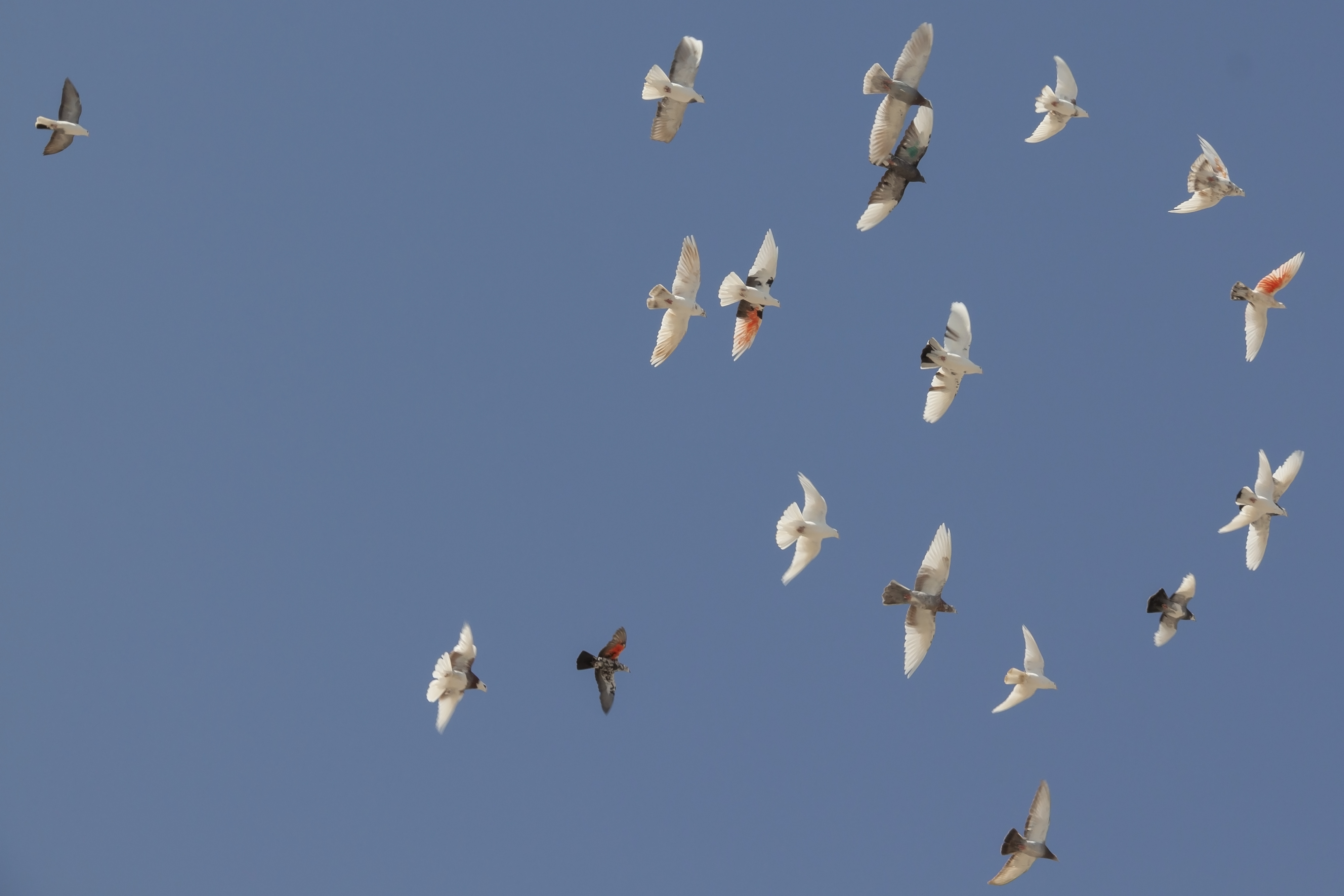
پرواز دسته ای کبوترها

در مقاله ای مشهور در سال ۱۹۹۵ واتانابه، ساکاماتو و واکیتا آزمایشی را ارائه کردند که نشان می‌داد که کبوتر می‌تواند طوری آموزش داده شود که میان نقاشی‌های پیکاسو و مونه تمایز قائل شود.